# Pitcairnia smithiorum
Pitcairnia smithiorum là một loài thực vật có hoa trong họ Bromeliaceae. Loài này được H.E.Luther miêu tả khoa học đầu tiên năm 1991.